# Gov't Mule
Гавернмент мјул (енгл. Gov't Mule, IPA: //) је јужњачка рок група из САД настала 1994. као споредни пројекат групе Олман брадерс бенд. Године 1995. Гавернмент мјул објављује свој дебитантски, истоимени албум, а 1996. концертни „Live from Roseland Ballroom“. Почетком 1998. група издаје Dose, други по реду студијски албум и истовремено интензивно наступа на рок концертима у САД и Канади.

## Чланови групе
- Мет Абтс - бубњеви, удараљке (1994-до данас)
- Ворен Хејнс - гитара, вокал (1994-до данас)
- Енди Хес - бас (2003-2008)
- Дени Луис - клавијатуре, гитара, вокал (2002-до данас)
- Ален Вуди - бас, вокал (1994-2000)
- Јерген Карлсон - бас (2008-до данас)